# Campionati europei di pattinaggio di figura 1901
I Campionati europei di pattinaggio di figura 1901 sono stati la 9ª edizione della competizione di pattinaggio di figura. Si sono svolti il 13 gennaio 1901 a Vienna, in Austria. 

## Podi
| Evento                      | Oro          | Punteggio | Argento       | Punteggio | Bronzo         | Punteggio |
| Singolo maschile (dettagli) | Gustav Hügel | 5         | Gilbert Fuchs | 11        | Ulrich Salchow | 14        |

## Medagliere
| Posiz. | Nazione  | Oro | Argento | Bronzo | Totale |
| ------ | -------- | --- | ------- | ------ | ------ |
| 1      | Austria  | 1   | 0       | 0      | 1      |
| 2      | Germania | 0   | 1       | 0      | 1      |
| 3      | Svezia   | 0   | 0       | 1      | 1      |
| Totale | Totale   | 1   | 1       | 1      | 3      |